# Trifolium phleoides
Trifolium phleoides é uma espécie de planta com flor pertencente à família Fabaceae. 
A autoridade científica da espécie é Pourr. ex Willd., tendo sido publicada em Species Plantarum. Editio quarta 3(2): 1377. 1802.

## Portugal
Trata-se de uma espécie presente no território português, nomeadamente os seguintes táxones infraespecíficos:
- Trifolium phleoides subsp. willkommii - presente em Portugal Continental. Em termos de naturalidade é nativa da região atrás referida. Não se encontra protegida por legislação portuguesa ou da Comunidade Europeia.